# 末摘花 (源氏物語)
末摘花（すえつむはな）とは、
1. 『源氏物語』五十四帖の巻名のひとつ。第6帖。若紫の本の巻・並びの巻。源氏18歳正月頃～19歳正月。巻名は光源氏の歌「なつかしき色ともなしに何にこのすえつむ花を袖にふれけむ」による。
2. 『源氏物語』に登場する女性の一人に対する通称。不美人でありながらも生涯光源氏と関わり続けた女性の一人。「末摘花」とは、源氏がこの女性につけたあだ名で、彼女の「鼻が紅い」こととベニバナの「花が紅い」ことをかけたものである。「末摘花」から「若菜上」まで登場。

| 源氏物語五十四帖 |        |    |        |
| 各帖のあらすじ   |        |    |        |
| 帖               | 名     | 帖 | 名     |
| 1                | 桐壺   | 28 | 野分   |
| 2                | 帚木   | 29 | 行幸   |
| 3                | 空蝉   | 30 | 藤袴   |
| 4                | 夕顔   | 31 | 真木柱 |
| 5                | 若紫   | 32 | 梅枝   |
| 6                | 末摘花 | 33 | 藤裏葉 |
| 7                | 紅葉賀 | 34 | 若菜   |
| 8                | 花宴   | 35 | 柏木   |
| 9                | 葵     | 36 | 横笛   |
| 10               | 賢木   | 37 | 鈴虫   |
| 11               | 花散里 | 38 | 夕霧   |
| 12               | 須磨   | 39 | 御法   |
| 13               | 明石   | 40 | 幻     |
| 14               | 澪標   | 41 | 雲隠   |
| 15               | 蓬生   | 42 | 匂宮   |
| 16               | 関屋   | 43 | 紅梅   |
| 17               | 絵合   | 44 | 竹河   |
| 18               | 松風   | 45 | 橋姫   |
| 19               | 薄雲   | 46 | 椎本   |
| 20               | 朝顔   | 47 | 総角   |
| 21               | 少女   | 48 | 早蕨   |
| 22               | 玉鬘   | 49 | 宿木   |
| 23               | 初音   | 50 | 東屋   |
| 24               | 胡蝶   | 51 | 浮舟   |
| 25               | 蛍     | 52 | 蜻蛉   |
| 26               | 常夏   | 53 | 手習   |
| 27               | 篝火   | 54 | 夢浮橋 |

## あらすじ
乳母子の大輔の命婦から亡き常陸宮の姫君の噂を聞いた源氏は、「零落した悲劇の姫君」という幻想に憧れと好奇心を抱いて求愛した。親友の頭中将とも競い合って逢瀬を果たしたものの、彼女の対応の覚束なさは源氏を困惑させた。さらにある雪の朝、姫君の顔を覗き見た光源氏はその醜さに仰天する。その後もあまりに世間知らずな言動の数々に辟易しつつも、源氏は彼女の困窮ぶりに同情し、また素直な心根に見捨てられないものを感じて、彼女の暮らし向きへ援助を行うようになった。二条の自宅で源氏は鼻の赤い女人の絵を描き、さらに自分の鼻にも赤い絵の具を塗って、若紫と兄妹のように戯れるのだった。

## 人物
常陸宮と呼ばれるれっきとした皇族の一人娘だが、後ろ盾である父親を早くに亡くし困窮していた。僧侶となった兄と国守に嫁いだ叔母がいるが、経済的な援助は見込めず、あばら家となった屋敷で年老いた女房たちと暮らしている。
極端に古風な教育を受け、頑固で一途、純真そのものの深窓の令嬢。源氏物語で最も細かく容貌を描写された女性で、美男美女ぞろいの源氏物語の中では異色の不美人である。「髪は素晴らしいが、座高が高く、やせ細っていて顔は青白い、中でも鼻が大きく垂れ下がってゾウのよう、その先は赤くなっているのが酷い有様」と酷評されている。
「表着（うわぎ）には黒貂（ふるき）の皮衣（かわぎぬ）、いときよらにかうばしきを着たまへり」と奇抜なファッションであるが、非常に高級なクロテン（セーブル）の毛皮に香を焚き染めて着ている事により、父宮ありし日の裕福さと亡き後の没落が見事に表現されている。
おとなしく実直な性格だが、滑稽なまでに古風で堅苦しく、世間知らずの面を露呈する。昔気質で気の利かない性質の為、引き取られてからも源氏を「こちらが恥ずかしくなる」と度々閉口させた。このように一見家柄以外に取柄のない彼女だが、頑迷さは純真な心の裏返しであり、源氏に忘れられていた間も一途に彼を信じて待ち続けた。それに感動した源氏によりその後二条東院に引き取られ、妻の一人として晩年を平穏に過した。